# Gare de Colomars-La Manda
La gare de Colomars-La Manda est une gare ferroviaire française de la ligne de Nice à Digne, située sur le territoire de la commune de Colomars, dans le hameau de La Manda, dans le département des Alpes-Maritimes, en région Provence-Alpes-Côte d'Azur.

## Situation ferroviaire
La gare de Colomars-La Manda est située au point kilométrique (PK) 13,203 de la ligne de Nice à Digne entre la gare de Bellet–Tennis des Combes (en direction de Nice) et la gare de La Bédoule (en direction de Digne-les-Bains).
Elle est dotée de deux voies encadrées par deux quais latéraux, elle permet le croisement des trains.

## Histoire
La gare originelle de Colomars, mise en service le 7 juin 1892 en même temps que la section de Nice à La Tinée,, fut remplacée en septembre 1968 par une nouvelle halte ferroviaire pour en faire le terminus des navettes périurbaines reliant Nice à Colomars,,.

## Service des voyageurs

### Accueil
Gare terminus partiel de la ligne, elle est dotée d'abris pour les voyageurs et d'un distributeur automatique de titres de transport.

### Desserte
Colomars-La Manda est desservie par les trains périurbains reliant Nice à Colomars-La Manda (dont certains sont prolongés jusqu'à Plan-du-Var) ainsi que les trains assurant la liaison de Nice à Digne-les-Bains.

### Intermodalité
La gare est en correspondance, à l'arrêt Colomars La Manda situé sur la route métropolitaine 6202, avec le réseau Lignes d'Azur. On y trouve la ligne 59 qui relie Plan-du-Var au Centre administratif départemental des Alpes-Maritimes à Nice, la ligne 68 qui relie la médiathèque de Carros à la zone industrielle de Carros-Le Broc, la ligne 69 qui relie le centre commercial Lingostière de Nice à Carros ainsi que les lignes 90, 91 et 92 reliant le Grand Arénas de Nice respectivement, à La Bolline, Auron et Isola 2000.